# Los Alamos National Laboratory

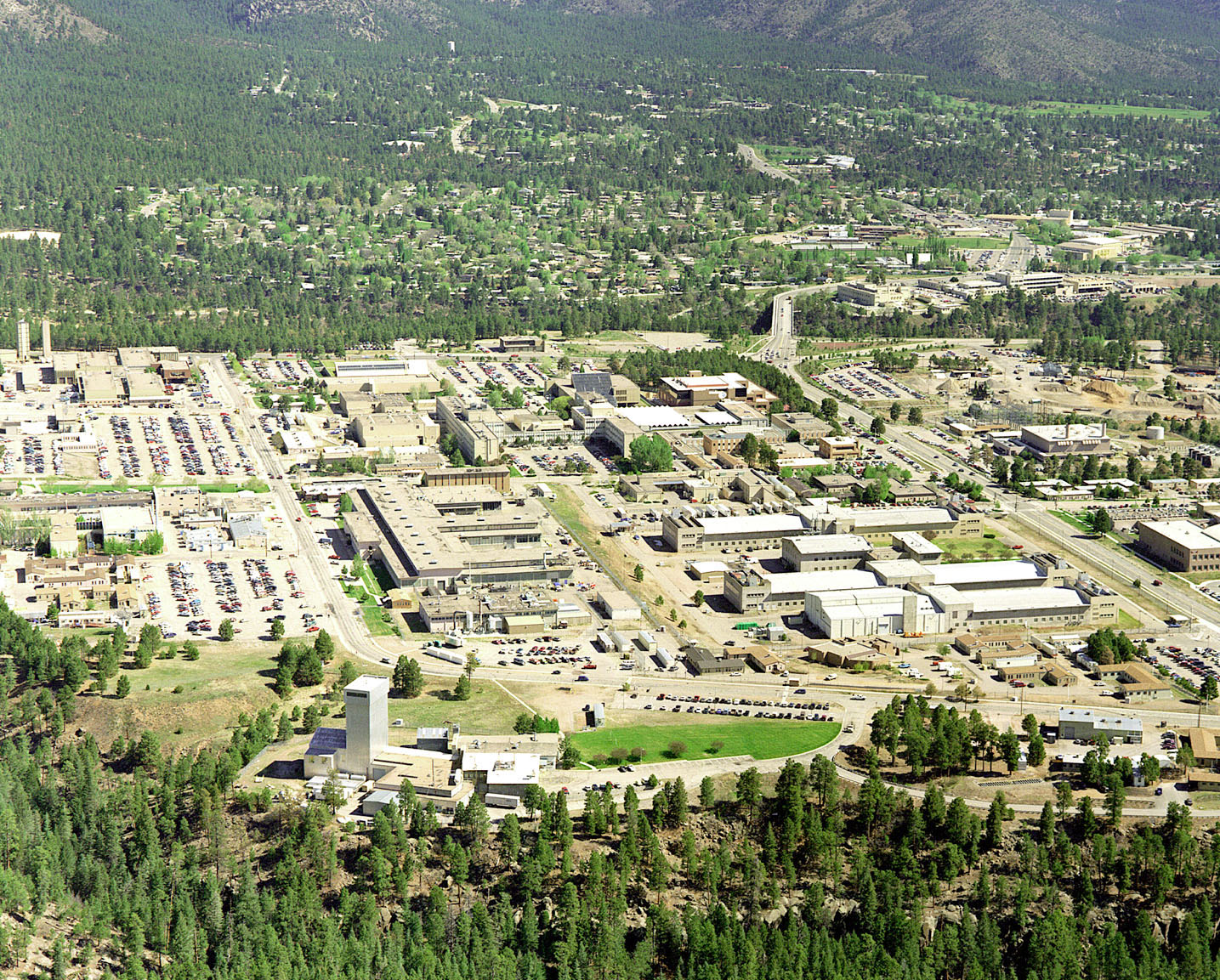
Luchtfoto uit 1995

Los Alamos (Los Alamos National Laboratory, LANL) is een in 1943 in New Mexico in de Verenigde Staten opgezet ontwikkelingslaboratorium voor de atoombom, ook wel het Manhattan Project genoemd. LANL, gelegen bij Los Alamos (New Mexico) is tegenwoordig nog steeds een onderzoekslaboratorium.

## Onderzoek
Het huidige onderzoek is voor het grootste deel ofwel gericht op de nationale veiligheid van de VS, ofwel onderzoek dat gebruikmaakt van de onderzoeksfaciliteiten die LANL van oudsher in huis heeft.

### Nationale veiligheid
Hieronder valt onder andere het huidige nucleaire onderzoek; dit concentreert zich (voor zover bekend) vooral op het verantwoord beheer van de bestaande voorraad Amerikaanse kernwapens (stockpile stewardship). Hiervoor worden onder meer nucleaire explosies gesimuleerd met behulp van krachtige supercomputers, als vervanging van daadwerkelijke kernproeven, die sinds 1992 niet meer worden uitgevoerd door de VS. Verder bestudeert men onder andere technologie voor inzet op het slagveld en methoden voor detectie van biologische en nucleaire wapens.

### Multidisciplinair onderzoek
Daarnaast vindt veel multidisciplinair onderzoek plaats dat gebruikmaakt van de rekenfaciliteiten en nucleaire faciliteiten die LANL ter beschikking heeft: onder andere planetaire wetenschap, ontwikkeling van nucleaire kracht- en voorstuwingssystemen voor ruimtevaartuigen, astrofysische simulaties, complexe en niet-lineaire systemen, aardwetenschappen. Daarnaast beheerde LANL tot 1999 de arXiv preprint-server, een digitaal archief waar vooral fysici voorpublicaties van wetenschappelijke artikelen plaatsten. Inmiddels wordt deze door Cornell University beheerd.